# أحمد إبراهيم محمد البلوشي
الدكتور أحمد إبراهيم محمد البلوشي (ولد في 12 يوليو 1963 في المحرق، البحرين) محاسب بحريني.

## النشأة والتعليم
ولد أحمد في محافظة المحرق بالبحرين في 12 يوليو 1963.
حصل على شهادة البكالوريوس في المحاسبة من جامعة البحرين في 1985. ثم حصل على شهادة دبلوم الدراسات العليا من جامعة البحرين في تخصص المالية في 1990. ثم حصل على شهادة الماجستير في إدارة الأعمال تخصص المالية من جامعة البحرين في 1992. ثم حصل على شهادة محاسب قانوني معتمد من الولايات المتحدة في 1993. ثم حصل على دكتوراه في المحاسبة من جامعة سري ببريطانيا في 2006.

## المسيرة المهنية
عمل مدقق بشركة بيت مارويك العالمية من 1985 إلى 1987. ثم عمل مدقق أول بوزارة المالية والاقتصاد الوطني من 1987 إلى 1993. ثم ترقى إلى رئيس قسم الرقابة على الحاسب الآلي في 1994. ثم ترقى إلى مدير إدارة الرقابة المالية في 1995.
صدر قرار تعيينه الوكيل المساعد للرقابة النظامية بديوان الرقابة المالية في 2003. ثم صدر قرار تعيينه وكيل ديوان الرقابة المالية في 2005.
حاصل على العديد من العضويات في المنظمات المهنية وهي:
- عضو اللجنة الإشرافية للجنة المعايير المهنية التابع للمنظمة الدولية للأجهزة العليا للرقابة المالية والمحاسبة (الإنتوساي)ممثلا عن المجموعة العربية للأجهزة العليا للرقابة المالية والمحاسبة.
- عضو بهيئة المحاسبة والمراجعة لدول مجلس التعاون الخليجي ممثلا عن جمعية المحاسبين البحرينية.
- عضو معهد المحاسبين القانونيين الأميركية.

كما شارك في العديد من اللجان المحلية وهي:
- رئيس مجلس إدارة نادي خريجي طلبة جامعة البحرين.
- اللجنة الفرعية المنبثقة عن لجنة تفعيل ميثاق العمل الوطني لوضع مسودة قانون ديوان الرقابة المالية.
- لجنة التطوير الإداري والرقابة المالية والإدارية التي أنشئت بمرسوم أميري في العام 2001.
- اللجنة الوطنية للمؤهلات العلمية بوزارة التربية والتعليم ممثلا عن وزارة المالية.
- لجنة شئون مدققي الحسابات بوزارة الصناعة والتجارة ممثلا عن وزارة المالية.

كما شارك في العديد من اللجان الإقليمية والدولية وهي:
- لجنة ترجمة معايير المحاسبة الدولية إلى اللغة العربية ممثلا عن جمعية المحاسبين البحرينية.
- اللجنة الدائمة لتدريب العاملين بدواوين المحاسبة والمراقبة لدول مجلس التعاون الخليجي.